# Bar à cocktails

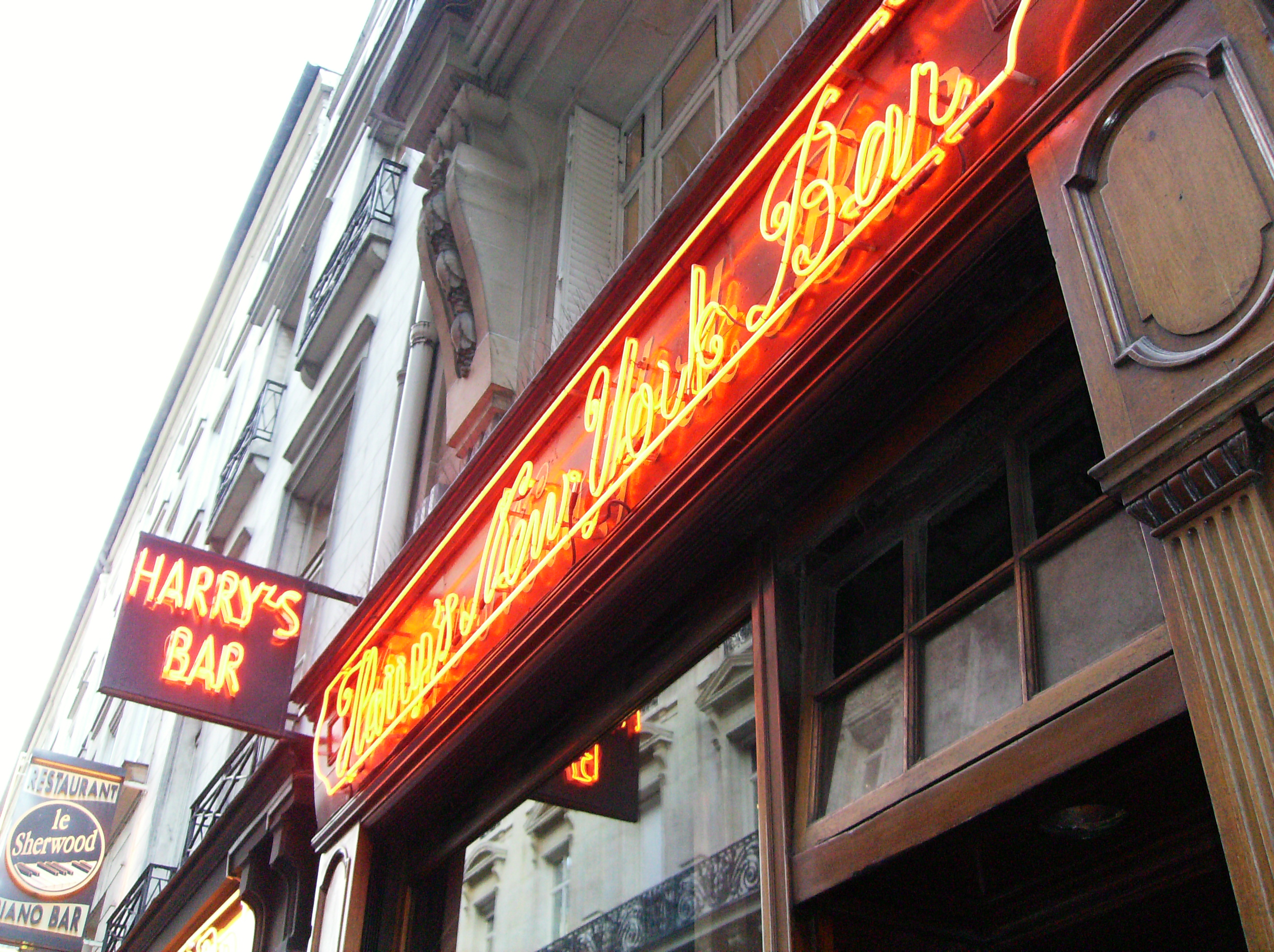
Enseigne du Harry's New York Bar

Un bar à cocktails est un bar où l’on a vocation à servir principalement, en tant que boisson, des cocktails pour la dégustation.

## Historique
Créé en 1911 par un ancien jockey américain, Tod Sloan, le Harry's New York Bar situé rue Daunou à Paris est le plus vieux bar à cocktails d'Europe . L'établissement peut se targuer d'avoir servi des célébrités comme Ernest Hemingway, Coco Chanel, Jack Dempsey, Rita Hayworth, Humphrey Bogart et le duc de Windsor.
Pendant les années 1920 et 1930, Paris est l’une des capitales mondiales du cocktail. Le renouveau des bars à cocktails a commencé au milieu des années 1990 à New York et Londres, pour revenir s’implanter en France à partir des années 2000 tels que le Soda Bar à Lyon en 2006 et l’Experimental Cocktail Club en 2007 à Paris . Les établissements étaient toujours présent dans l'hexagone, mais réservés aux initiés qui se rendaient dans les palaces pour les apprécier. Aujourd'hui, c’est un public branché, qui retrouve ou découvre les cocktails élaborés avec des produits de qualité. De nombreux bars à cocktails ouvrent leurs portes grâce à des professionnels qualifiés comme les chefs cuisiniers des grands restaurants .